# Hov (negl)
 For alternative betydninger, se hov. (Se også artikler, som begynder med hov)
En hov er den nederste del af tæerne hos Uparrettåede hovdyr. Udtrykkes bruges normalt mest om heste, hvor hver fod ender i en enkelt tå med én negl som afslutning. Næsehorn og tapirer har også hove, men der er flere hove pr. fod.
Hestes hove vokser og må derfor beskæres hver anden måned, hvis hesten ikke går uden sko. Når hesten bliver skoet, beskæres hovene. Fejl i beskæring eller skoning giver sygdomme i ben og hove. Det er vigtigt, at hoven kan udvide sig, også når den har sko på.